# یوجین اوبرست
یوجین اوبرست (انگلیسی: Eugene Oberst; ۲۳ ژوئیهٔ ۱۹۰۱ – ۳۰ مهٔ ۱۹۹۱) پرتاب‌گر نیزه اهل ایالات متحده آمریکا بود.